# Shaun Marcum
Shaun Michael Marcum (* 14. Dezember 1981 in Kansas City, Missouri) ist ein ehemaliger US-amerikanischer Baseballspieler und Pitcher.

## Karriere

### 2003
Im Jahr 2003 wurde Shaun Marcum in der dritten Runde (als 80. Spieler insgesamt) des Major League Baseball Draft von den Toronto Blue Jays gedraftet. Schnell durchlief er die Minor-Leagues und gab am 6. September 2005 gegen die Baltimore Orioles bereits mit 24 Jahren sein Debüt in der MLB. Er pitchte ein einziges Inning und gestand dem Gegner einen Hit und einen Walk, allerdings keinen Run zu. Außerdem gelang ihm sein erstes Strikeout.

### 2006
Im Jahr 2006 spielte Marcum in 21 Spielen für die Blue Jays. 14-mal durfte er sogar von Anfang an auf den Mound. Dabei konnte er dreimal gewinnen, musste aber auch viermal als Verlierer vom Platz. Sein ERA war mit einem Wert von 5.06 ein wenig hoch, doch er zeigte gegen Saisonende eine steigende Tendenz.

### 2007
Marcum schaffte dann 2007 endgültig den Durchbruch. Er gewann zwölf Spiele und verlor dabei nur gerade sechs Mal. Auch seinen ERA verbesserte er auf einen sehr guten Wert von 4.14. Insgesamt pitchte er 159 Innings und erarbeitete sich dabei 122 Strikeouts. Schon während der Saison glaubten viele Experten, dass ihm und anderen jungen Pitchern der Blue Jays (insbesondere Dustin McGowan, Jesse Litsch) eine große Zukunft bevorstehen würde. Zusammen mit den erfahrenen Roy Halladay und A.J. Burnett formten sie einen der besten Pitching-Staffs der MLB.

### 2008
Marcum begann die 2008er-Saison sehr erfolgreich. Obwohl er (aufgrund der schwachen Offensiv-Leistungen der Blue Jays) nur gerade fünf Spiele gewinnen konnte, war zu sehen, dass Marcum bald eine tragende Rolle in der Organisation aus Toronto spielen würde. In 98 2/3 Innings gelangen ihm 86 Strikeouts und sein ERA war mit einem Wert von 2.65 bemerkenswert. In der Folge wurde der junge Pitcher jedoch von einer leichten Verletzung aus der Bahn geworfen. Nach ein paar schwachen Vorstellungen schickten ihn die Blue Jays am 23. August zu ihren Farm-Team in Syracuse, wo er sich ohne Druck fangen sollte. Dies gelang ihm ziemlich gut und im September kehrte Marcum bereits in die Starting Rotation zu den Blue Jays zurück. Gerade als es so aussah, als ob er wieder zu seiner alten Form zurückfinden würde, verletzte sich Marcum aber erneut, diesmal schwer. Die Blue Jays gaben bekannt, dass sich Marcum einer Tommy John Surgery unterziehen müsste und somit den Rest der Saison und wahrscheinlich die gesamte nächste Saison verpassen würde.

### 2009
Die Befürchtungen seiner Mannschaft bestätigten sich. Obwohl im Verlaufe der Saison 2009 immer wieder Meldungen über eine mögliche frühe Rückkehr von Marcum gemacht wurden, entschieden sich die Blue Jays, ihn vorerst nur bei ihren Minor-League-Teams einzusetzen. Die Blue Jays selbst spielten zu dieser Zeit ziemlich schwach und so wollte man aufgrund mangelnder Erfolgsaussichten nicht riskieren, dass die Verletzung von Marcum wieder aufbricht.
Ende 2009 verkauften die Blue Jays ihren langjährigen Star-Pitcher Roy Halladay, dessen Vertrag auslief, an die Philadelphia Phillies. Somit benötigten die Blue Jays einen neuen Nummer-1-Pitcher. Nach einem interessanten Wettstreit während der Saisonvorbereitung verkündeten die Blue Jays, dass Marcum diese Rolle einnehmen würde.

### 2010
Am 5. April 2010 gab er nach langer Verletzungspause schließlich ein äußerst erfolgreiches und überzeugendes Comeback. Bereits im ersten Spiel der Saison "flirtete" er mit einem No-Hitter, am 2. Mai holte er sich seinen ersten Sieg der Saison und obwohl er es am 4. August Alex Rodriguez von den New York Yankees erlaubte, seinen 600. Homerun zu schlagen, waren seine Werte erneut außergewöhnlich; Marcum gewann 13 Spiele und erreichte ein ERA von 3.64.

### 2011
Am 6. Dezember 2010 wurde Shaun Marcum zu den Milwaukee Brewers getradet, im Tausch für den jungen Infielder Brett Lawrie. Die Blue Jays setzten damit ein Zeichen, dass sie in Zukunft auf ihre vielen jungen Pitcher, die sich im Schatten Marcums gut entwickelt hatten, setzen wollen. Am 2. April 2011 debütierte Marcum bei den Brewers.